# Поток Мохарач
Поток Мохарач је водени ток на Фрушкој гори, притока је канала Баракут, дужине 13,4km, површине слива 29,2km², у сливу реке Саве.
Извире на јужним падинама Фрушке горе, западно од насеља Визић (8225 м.н.в.). Највише притока прима у изворишном делу. Каналисан је скоро целом дужином тока. Текући ка југозападу, протиче са источне стране насеља Ердевик, након чега се улива у канал Баракут (98 м.н.в.). Амплитуде протицаја крећу се од 1,5 л/с до 5,5 m³/с. На току североисточно од Ердевика, изграђена је истоимена хидроакумулација. У изворишном делу слива налази се манастир Дивша.